# Jared Hess
Jared Lawrence Hess (Preston, 18 luglio 1979) è un regista e sceneggiatore statunitense.
Noto soprattutto per i suoi lavori di Napoleon Dynamite (2004) e Nacho Libre (2006), che ha scritto e diretto con la moglie Jerusha Hess.

## Biografia
Jared è nato a Preston, in Idaho, si è diplomato alla Scuola elementare di Burton a Kaysville, Utah. Ha inoltre frequentato la High School di Manhattan nel Kansas per due anni, prima del trasferimento alla Preston High School, in cui si è laureato nel 1997. Molte scene di Napoleon Dynamite sono state girate in quest'ultimo istituto. Studente alla scuola di cinema Brigham Young University di Provo, nello Utah, qui conosce Jerusha Hess che sposerà e renderà madre di due figli, Elliot e Greta. Conclusi gli studi, comincia a lavorare come regista di alcuni spot commerciali e videoclip per la casa di produzione Moxie Pictures.
Nel 2003 per incarico della scuola gira Peluca, un primo cortometraggio, in bianco e nero, girato in due giorni e con un budget inferiore a 500 dollari, con protagonista Jon Heder, futuro interprete del suo più noto film, Napoleon Dynamite. Il corto fu poi presentato al Slamdance Film Festival. Qualche anno dopo girerà con sua moglie quello che per molti sarà il suo miglior film: Napoleon Dynamite, prodotto dal suo compagno di classe Jeremy Coon. Il film diventa un vero e proprio cult e sfonda i botteghini americani, il che permetterà al regista di girare altri due film, Super Nacho e Gentlemen Broncos.

## Filmografia

### Regista

#### Film
- Napoleon Dynamite (2004)
- Super Nacho (Nacho Libre) (2006)
- Gentlemen Broncos (2009)
- Don Verdean (2015)
- Masterminds - I geni della truffa (Masterminds) (2016)
- Thelma l'unicorno (Thelma the Unicorn) (2024)
- Un film Minecraft (A Minecraft Movie) (2025)

#### Cortometraggi
- Peluca (2003)
- Ninety-Five Senses (2023)

### Sceneggiatore
- Napoleon Dynamite (2004)
- Super Nacho (Nacho Libre) (2006)
- Gentlemen Broncos (2009)
- Don Verdean (2015)
- Thelma l'unicorno (Thelma the Unicorn) (2024)
- Un film Minecraft (A Minecraft Movie) (2025)

### Doppiatore
- Un film Minecraft (A Minecraft Movie) (2025)

## Riconoscimenti
- Premio Oscar
  - 2024 - Candidatura al miglior cortometraggio d'animazione per Ninety-Five Senses